# سلمان جاسم
سلمان جاسم (مواليد 23 أغسطس 2000 في البحرين) هو لاعب كرة قدم بحريني يجيد اللعب في مركز حراسة المرمى. يلعب حاليا لصالح المحرق الذي ينافس في الدوري البحريني الممتاز منذ 2018. يعد الحارس الرابع من بعد سيد محمد جعفر، أشرف وحيد، وعمر سالم رجب.

## المسيرة الرياضية

### الأندية
في 1 يوليو 2018 تم تصعيد سلمان إلى الفريق الأول. في موسمه الأول 2018-2019 وفي بطولة الدوري ساهم في احتلال فريقه المركز الثالث برصيد 31 نقطة من 18 مباراة بفارق 9 نقاط عن البطل الرفاع. وفي بطولة كأس ملك البحرين ساهم في وصول فريقه إلى الدور النصف النهائي عندما خسر من الرفاع 1-4 في مجموع المباراتين. وفي بطولة كأس السوبر البحريني ساهم في فوز فريقه بالبطولة بعدما تغلب على النجمة 6-5 بركلات الترجيح ليحقق سلمان أولى بطولاته الشخصية. وفي بطولة كأس الاتحاد البحريني ساهم في احتلال فريقه المركز الثاني في المجموعة الأولى برصيد 7 نقاط من 4 مباريات بفارق 5 نقاط عن صاحب المركز الأول المؤهل إلى الدور النصف النهائي. وفي بطولة كأس العرب للأندية الأبطال خرج المحرق من مباراته الأولى عندما خسر من الأهلي السعودي 0-3 في الدور32.
في موسمه الثاني 2019-2020 وفي بطولة الدوري ساهم سلمان في احتلال المحرق المركز الثاني برصيد 40 نقطة بفارق نقطة واحدة عن البطل الحد. وفي بطولة كأس ملك البحرين ساهم في تتويج فريقه بالبطولة بعدما تغلب في المباراة النهائية على الحد 1-0 ليحقق ثاني بطولاته الشخصية. وفي بطولة كأس الاتحاد البحريني ساهم في تتويج فريقه بالبطولة بعدما تغلب في المباراة النهائية على البسيتين 4-1 ليحقق ثالث بطولاته الشخصية. وفي بطولة كأس العرب للأندية الأبطال ساهم في وصول فريقه إلى الدور الثمن النهائي عندما خسر من الاتحاد السكندري المصري 0-3 في مجموع المباراتين.
في موسمه الثالث 2020-2021 وفي بطولة الدوري ساهم سلمان في احتلال المحرق المركز الرابع برصيد 27 نقطة بفارق 18 نقطة عن البطل الرفاع. وفي بطولة كأس ملك البحرين ساهم في وصول فريقه إلى الدور الربع النهائي عندما خسر من الأهلي 1-2. وفي بطولة كأس الاتحاد البحريني ساهم في تتويج فريقه بالبطولة بعدما تغلب في المباراة النهائية على الرفاع الشرقي 2-1 ليحقق رابع بطولاته الشخصية. وفي بطولة كأس الاتحاد الآسيوي ساهم في تصدر المحرق المجموعة الثانية برصيد 6 نقاط من 3 مباريات وبالتالي التأهل إلى الدور الربع النهائي.
في موسمه الرابع 2021-2022 وفي بطولة كأس الاتحاد الآسيوي ساهم سلمان في تتويج المحرق بالبطولة بعدما تغلب في المباراة النهائية على نسف قرشي الأوزبكستاني 3-0 ليحقق خامس بطولاته الشخصية.

## الإنجازات

### الأندية
- المحرق
  - كأس ملك البحرين (1): 2019-20
  - كأس الاتحاد البحريني (2): 2019-20، 2020-21
  - كأس السوبر البحريني (1): 2018
  - كأس الاتحاد الآسيوي (1): 2021